# Tomoko Mijamoto
Tomoko Mijamoto (宮本 とも子, Mijamoto Tomoko; * 1960) je japonská fotografka aktivní na konci 20. a počátku 21. století. Její fotografie jsou ve sbírce Tokijského muzea fotografie.